# Feo pero sabroso
Feo pero sabroso es una película de comedia colombiana dirigida por Fernando Ayllón y protagonizada por Iván Marín y Lina Cardona. Fue estrenada en las salas de cine colombianas el 30 de mayo de 2019.

## Sinopsis
Laura es una hermosa y adinerada joven que, por causalidades del destino, se enamora de Mark, un hombre muy poco agraciado. Sin el beneplácito de las familias, la pareja decide casarse. Cuando llega el día de la gran boda las dos familias se reúnen para buscar la forma de dañar el compromiso. Sin embargo, Mark y Laura lucharán por un amor que va más allá de la apariencia física. 

## Reparto
- Iván Marín es Mark.
- Lina Cardona es Laura.
- Carlos Barbosa es Laureano.
- Alberto Saavedra es Arnobio.
- Ana Cristina Botero es Cuquita.
- Jorge Herrera es el Monseñor Monsalve.
- Ricardo Quevedo es Jesús.
- Fabiola Posada es Sara.
- Nelson Polanía es Manuel.